# Hinter Gittern/Staffel 10
Dieser Artikel enthält alle Episoden der zehnten Staffel der deutschen Fernsehserie Hinter Gittern, sortiert nach der Erstausstrahlung. Sie wurden vom 7. Oktober 2002 bis zum 7. April 2003 auf dem deutschen Sender RTL gesendet.

## Episoden
| Nr. (ges.) | Nr. (St.) | Originaltitel                      | Zusammenfassung | Erstausstrahlung D |
| ---------- | --------- | ---------------------------------- | --- | ------------------ |
| 227        | 1         | Überreste                          | Baumanns Überreste seines künstlichen Kniegelenks werden auf einer Müllkippe gefunden. Somit werden sämtliche Insassinnen verdächtigt, die deshalb unter Sanktionen und schärferen Haftbedingungen leiden müssen. Nach einem Protest von Birgit Schnoor werden die Haftbedingungen jedoch gelockert. Reutlitz bekommt mit Hendrik und Maja zwei neue Schließer.                                                                                      | 7. Okt. 2002       |
| 228        | 2         | Getrennte Wege                     | Uschi will sich scheiden lassen, kommt aber alleine sehr viel weniger gut klar, als sie vorgibt. Helga versucht, ihren Ex-Mann zu ermorden, weil er Mel als Kind sexuell missbrauchte. Kurz darauf stirbt sie und Melanie beginnt, zu bereuen, ihrer Mutter nie verziehen zu haben. Gemeinsam mit ihrem Bruder Mike beginnt Lizzy, zu schmuggeln, doch Ariane drängt sich in ihre Pläne. Maja und Hendrik beginnen eine Affäre.                      | 14. Okt. 2002      |
| 229        | 3         | Nicht mit meiner Schwester         | Mareike kommt aus der Psychiatrie zurück und will sich endgültig von ihrer Schwester Martina lösen. Nachdem ihr Versetzungsantrag durch Eva Baal abgelehnt wurde, versucht sie, zu fliehen. Als letzten Ausweg nach der gescheiterten Flucht sieht sie, die Schuld des Mordes an ihrem Vater alleinig auf sich zu nehmen. Die berüchtigte Sascha Mehring wird nach Reutlitz verlegt, sie scheint eine gemeinsame Vergangenheit mit Hendrik zu haben. | 21. Okt. 2002      |
| 230        | 4         | Trautes Heim                       | Sascha und Hendrik haben Schwierigkeiten miteinander. Uschi erfährt mehr von Lorenz’ Vergangenheit. Zudem will Uschi eine Unterkunft für entlassene Häftlinge aufbauen. | 28. Okt. 2002      |
| 231        | 5         | Auf Distanz                        | Walter ist zurück in Reutlitz und tablettenabhängig, sodass sie Melanie, Martina, Ilse und Simone erpresst, sie als Mörderinnen von Baumann zu entlarven. Ariane spitzelt derweil für Eva und versucht, den Mörder von Baumann zu finden. | 4. Nov. 2002       |
| 232        | 6         | Alte Geschichten                   | Ariane wird von Mareike zusammengeschlagen. Hendrik will Sascha loswerden und versucht deshalb, Sascha das Attentat auf Ariane unterzuschieben. Lizzy und Melanie beginnen, eine Hanfplantage zu züchten. | 11. Nov. 2002      |
| 233        | 7         | Befehlsverweigerung                | Eva stellt sich gegen ihren Vater und bestraft den Neuzugang Kerstin Herzog. | 18. Nov. 2002      |
| 234        | 8         | Unmoralisches Angebot              | Sascha wird von Eva beauftragt, sich an Walter anzunähern, doch als sie merkt, warum Walter solche Probleme hat, sich jemandem zu öffnen, sieht sie ihre Vereinbarung mit Eva nun mit ganz anderen Augen. | 25. Nov. 2002      |
| 235        | 9         | Mareikes erste Liebe               | Martina und Simone lernen bei ihrer Arbeit in der Männer-JVA Dirk, einen attraktiven Insassen, kennen. Mareike verliebt sich in Hendrik. Raffi wird von ihrer Vergangenheit eingeholt. | 2. Dez. 2002       |
| 236        | 10        | Die Quittung                       | Raffi wird verhaftet. Martina kommt Dirk aus der Männer-JVA sehr nahe. | 9. Dez. 2002       |
| 237        | 11        | Kleine Fluchten                    | Martina flüchtet aus Reutlitz, um Chris zu finden. Birgit schafft es, Martina aufzusuchen und Frau Baal nichts von dem Vorfall zu berichten. Die Frauen freuen sich auf die bevorstehende Radioübertragung. Raffi vertraut sich Sascha an. | 16. Dez. 2002      |
| 238        | 12        | Versuchungen                       | Eva erfährt von Kerstins Anschuldigungen über die Mitschuld von Werner Baal, bezichtigt sie der Verleumdung und bestraft sie deshalb. | 23. Dez. 2002      |
| 239        | 13        | Gott Sei Dank                      | Sascha kämpft dafür, dass Eva Baals Foltermaßnahmen gegen Kerstin ein Ende finden. Karel Gott tritt beim Herbstfest in Reutlitz als Gaststar auf und wird Opfer einer Verwechslung. | 30. Dez. 2002      |
| 240        | 14        | Spitzel                            | Die Frauen erfahren, dass Sascha ein Spitzel ist. Eva gerät in Bedrängnis. | 6. Jan. 2003       |
| 241        | 15        | Unsichtbarer Feind                 | Sascha kümmert sich um Kerstin. Kerstin ist am Ende ihrer Kräfte, als sie erfährt, dass ihre einzige entlastende Zeugin einen tödlichen Autounfall hatte. | 13. Jan. 2003      |
| 242        | 16        | Ich hole dich raus                 | Eva ist sich unsicher, ob ihr Vater vielleicht doch am Mordfall beteiligt war. Als Walter in eine Psychiatrie eingeliefert werden soll, will Nina ihr zur Flucht verhelfen. Da Walter jedoch aufgrund der Tabletten völlig benebelt ist, scheitert ihre Flucht und Nina wird erneut festgenommen. | 20. Jan. 2003      |
| 243        | 17        | Er liebt mich, er liebt mich nicht | Nachdem Nina erneut in die JVA kommt, trennt Andy sich von ihr. Daraufhin erfahren beide von Ninas Schwangerschaft. | 27. Jan. 2003      |
| 244        | 18        | Menschenversuche                   | Hendrik und Dr. Strauß leiten eine verbotene Versuchsreihe in Reutlitz ein. Ilse hat daraufhin mit Nebenwirkungen zu kämpfen. Martinas Wiederaufnahmeprozess beginnt. | 3. Feb. 2003       |
| 245        | 19        | Schluss                            | Sascha und Kerstin nähern sich an. Mareike erkennt, dass sie von Hendrik getäuscht wurde und wendet sich von ihm ab. Sie soll nach Preekow verlegt werden. In der Schleuse nimmt sie Hendrik als Geisel, woraufhin Andy sie in Nothilfe erschießt. | 10. Feb. 2003      |
| 246        | 20        | Schuldfrage                        | Nach Mareikes Tod leitet Martina einen Aufstand ein, um die Anstaltsleitung zu erpressen, Untersuchungen bezüglich der Menschenversuche zu veranlassen. Damit gefährdet sie ihre vorzeitige Entlassung. | 17. Feb. 2003      |
| 247        | 21        | Bye, Bye Uschi                     | Ariane flieht mit Hendriks Hilfe aus der JVA und erpresst Lorenz und Uschi. Als Lorenz das Geld nicht rechtzeitig auftreiben kann, entführt Ariane Uschi und setzt sich ab. | 24. Feb. 2003      |
| 248        | 22        | Hilfe                              | Uschi kann von Lorenz mit Ming Lhais Hilfe gerettet werden. Martina schmiedet einen Plan im Bunker. Ilse und Simone vermuten fälschlicherweise, dass Walter ein Spitzel ist. Lorenz kündigt seine Stelle in Reutlitz. Andy erzählt Nina von seiner Tat. | 3. März 2003       |
| 249        | 23        | Panik                              | Um den Tod ihrer Schwester zu rächen, nimmt Martina Birgit als Geisel. Peggy drängt sich bei der Entführung als Trittbrettfahrerin auf und so nehmen beide zudem noch Kittler, Frau Mohr und Andy Wagner in ihre Gewalt und fordern, dass sich Hendrik Martina stellt. Die Lage eskaliert, als Peggy Kittler in den Kopf schießt. | 10. März 2003      |
| 250        | 24        | Befreiung                          | Die Entführung wird vom SEK gestoppt und Peggy wird erschossen. Birgit hat Schuldgefühle und überredet Frau Mohr und Andy zu einer Falschaussage vor dem Staatsanwalt, sodass Martina frühzeitig die JVA verlassen kann. Eva erkennt nun, dass Kerstin unschuldig hinter Gittern gesessen hat und stellt ihren Vater zur Rede, der ihr die Tat gesteht.                                                                                              | 10. März 2003      |
| 251        | 25        | Spießrutenlauf                     | Die Frauen erfahren davon, dass Andy derjenige war, der Mareike erschossen hat. Andy kämpft daraufhin mit Selbstzweifeln und Nina gerät in einen Gewissenskonflikt. | 17. März 2003      |
| 252        | 26        | Die S-Bahn-Schubser                | Heidrun Fischer und Nancy Konnopke werden in Reutlitz inhaftiert und haben beide auf ihre eigene Art große Eingewöhnungsschwierigkeiten. Die Frauen streiken, als sie erfahren, dass eine Hochsicherheitsstation in Reutlitz eingeführt werden soll. | 24. März 2003      |
| 253        | 27        | Gerechtigkeit                      | Eva wird bei Werners Prozess mitangeklagt, ihr Vater ist es aber dann schließlich, der Eva die Anzeige vergibt und sie vollends entlastet. Dennoch kündigt Eva ihre Stelle als Anstaltsleiterin in Reutlitz. Kerstin wird einen Tag darauf freigesprochen und Werner zu lebenslanger Haft verurteilt. | 31. März 2003      |
| 254        | 28        | Bye, Bye Baal                      | Eva verabschiedet sich aus Reutlitz. Sascha ist enttäuscht von Kerstin. Kerstin spielt mit dem Gedanken, als Ärztin in Reutlitz zu beginnen und übernimmt Evas Mietvertrag. Die Frauen treffen bei dem Bau des Hochsicherheitstraktes auf die Kollegen aus dem Männerknast. Statt Birgit bekommt Hendrik von Dr. Kaltenbach den Posten als Anstaltsleiter zugesprochen.                                                                              | 7. Apr. 2003       |

## Besetzung
Die Besetzung von Hinter Gittern trat in der zehnten Staffel folgendermaßen in Erscheinung:

### Insassinnen
| Rollenname                                     | Schauspieler          | Folgen                                                 | Anzahl    | Bemerkungen und Rollenentwicklung in Staffel 10 |
| ---------------------------------------------- | --------------------- | ------------------------------------------------------ | --------- | --- |
| Martina Vattke                                 | Judith Sehrbrock      | 227–238, 243–246, 248–250                              | 19 Folgen | Schwester von Mareike. Mutter von Chris. Affäre von Dirk. Wird nach Falschaussagen von Birgit, Frau Mohr und Andy entlassen, nachdem ihre Schwester die Schuld des Mordes auf sich genommen hat. Beginnt mit Chris ein neues Leben. |
| Ilse Wünsche geb. Brahms                       | Christiane Reiff      | 227–228, 231–232, 234, 237–240, 243–248, 251–254       | 19 Folgen | Küchenhilfe in der JVA. Ex-Ehefrau von Gregor. |
| Melanie „Mel“ Schmidt                          | Sigrid Schnückel      | 227–234, 236–242, 249–251                              | 18 Folgen | Zieht mit Lizzy in Reutlitz eine Hanfplantage auf. Lernt Lizzys Bruder Mike kennen. |
| Alexandra „Sascha“ Mehring                     | Barbara Sotelsek      | 229–234, 237–242, 245–246, 249–250, 253–254            | 18 Folgen | Lesbisch. Kommt als Spitzel für Eva Baal von Preekow nach Reutlitz. Vertraute von Kerstin. |
| Gerda Keller vormals Tina Stein/Schäfer/Keller | Martina Baumann       | 227, 229–230, 233–235, 237, 239–242, 244, 246, 251–254 | 17 Folgen | Gewaltbereite Insassin in Reutlitz. |
| Nina Teubner                                   | Marie-Ernestine Worch | 229–230, 233, 235–236, 241–252                         | 17 Folgen | Walters Ziehtochter. Freundin von Andy. Lebt zunächst in Uschis Übergangsheim und wird später abermals wegen Fluchthilfe verhaftet. Wird von Andy schwanger.                                                                        |
| Lizzy Michalke                                 | Katja Schmitz         | 227–228, 232–234, 237–243, 246, 249–251                | 16 Folgen | Küchenhilfe. Schwester von Mike. Wird aus der Haft entlassen. |
| Raffaella „Raffi“ Caprese                      | Graziella de Santis   | 227, 233, 235–237, 239–240, 243–244, 247–252, 254      | 16 Folgen | Beste Freundin von Nina. Wird entlassen und lebt in Uschis Übergangsheim. Wird wieder verhaftet, da sie gegen ihre Bewährungsauflagen verstoßen hat.                                                                                |
| Simone Bach                                    | Susanne Schlenzig     | 229, 231–232, 235–238, 245–250, 252–254                | 16 Folgen | Mutter von Alex. Gute Freundin von Martina. |
| Christine „Walter“ Walter                      | Katy Karrenbauer      | 231–234, 239–242, 247–254                              | 16 Folgen | Rädelsführerin in der JVA. Ziehmutter von Nina. Kommt als schwer Tablettensüchtige nach Reutlitz zurück. Wird kurze Zeit in eine Psychiatrie eingeliefert.                                                                          |
| Mareike Vattke †                               | Sanna Englund         | 229–236, 239–245                                       | 15 Folgen | Schwester von Martina. Tante von Chris. Affäre von Hendrik. Wird von Andy in Nothilfe erschossen, als Mareike Hendrik als Geisel nimmt.                                                                                             |
| Jeanette Bergdorfer                            | Christine Schuberth   | 231–234, 236–240, 245–246, 249–252                     | 15 Folgen | Reinigungskraft in der JVA. Moderiert eine Radioshow bei RTL-Radio. |
| Dr. Kerstin Herzog                             | Meike Schlüter        | 233–234, 236–242, 245–246, 249–250, 253–254            | 15 Folgen | Unschuldig in Haft. Verlobte von Michael. Vertraute von Sascha. Wird entlassen. |
| Ariane May                                     | Katharina Zapatka     | 227–228, 231–232, 244–247                              | 8 Folgen  | Wird von Mareike Vattke brutal verprügelt und hält sich einige Zeit im Krankenhaus auf. Kann mit Hilfe von Hendrik fliehen und entführt Uschi. Setzt sich anschließend ins Ausland ab.                                              |
| Jasmin „Godzilla“ Zielowski                    | Carrie Hampel         | 233–238, 245–246                                       | 8 Folgen  | Gewalttätige Insassin in Reutlitz. |
| Dirk Schäfer                                   | Gregory B. Waldis     | 235–237, 254                                           | 4 Folgen  | Insasse aus der Männer-JVA. Affäre von Martina. |
| Nancy Konnopke                                 | Livia S. Reinhard     | 252–254                                                | 3 Folgen  | Kommt wegen Körperverletzung nach Reutlitz. Geistig zurückgeblieben. |
| Peggy Grote †                                  | Nina Bott             | 249–250                                                | 2 Folgen  | Wird aus Preekow zurück nach Reutlitz gebracht. Führt mit Martina eine Geiselnahme in Reutlitz durch und wird dabei vom SEK erschossen.                                                                                             |
| Heidrun „Fisch“ Fischer                        | Aline Staskowiak      | 252                                                    | 1 Folge   | Kommt wegen Körperverletzung nach Reutlitz. Tochter von Natascha und Eberhard. |
| Joe Gießmann                                   | Fritz Roth            | 254                                                    | 1 Folge   | Insasse aus der Männer-JVA |

### Gefängnispersonal
| Rollenname              | Schauspieler      | Folgen                                       | Anzahl    | Bemerkungen und Rollenentwicklung in Staffel 10 |
| ----------------------- | ----------------- | -------------------------------------------- | --------- | --- |
| Jens Neumaier           | Klaus Funke       | 227–230, 232–242, 244–254                    | 26 Folgen | Kleinrolle Schließer. |
| Hendrik Jansen          | Ulrich Drewes     | 227–236, 239–240, 243–250, 253–254           | 22 Folgen | Schließer, später Stationsleiter. Ex-Affäre von Maja und Mareike. Wird im Staffelfinale neuer Anstaltsleiter. |
| Eva Baal                | Karen Böhne       | 227–234, 237–242, 249–254                    | 20 Folgen | Anstaltsleiterin. Tochter von Werner Baal. Kündigt in Reutlitz, um ein neues Leben zu beginnen. |
| Birgit Schnoor          | Uta Prelle        | 227–228, 230, 233, 235–238, 243–254          | 20 Folgen | stellvertretende, ab dem Staffelfinale kommissarische Anstaltsleiterin. |
| Maja Brehme             | Anja Reßmer       | 227–234, 239–240, 243–251                    | 19 Folgen | Schließerin. Ex-Affäre von Hendrik. |
| Andreas „Andy“ Wagner   | Stefan Puntigam   | 229–230, 233, 235–236, 241–252               | 17 Folgen | Schließer. Freund von Nina. Nina wird von ihm schwanger. Erschießt in Nothilfe Mareike Vattke. |
| Sybille „Möhrchen“ Mohr | Heidi Weigelt     | 227–228, 230, 232, 237–239, 241–242, 249–254 | 15 Folgen | Sekretärin der Anstaltsleitung. |
| Dr. Lorenz Strauß       | Rainer Goernemann | 228–231, 235–236, 240–244, 247–248, 253–254  | 15 Folgen | Anstaltsarzt und -psychologe. Ehemann von Uschi. Kündigt seinen Posten als Anstaltsarzt, nachdem er verbotenerweise Hendriks Menschenversuche unterstützt hat. Fängt im Staffelfinale wieder als Anstaltspsychologe in Reutlitz an. |
| Peter Kittler           | Egon Hofmann      | 227–228, 233, 241–251                        | 14 Folgen | Schließer. Ehemann von Ming Lhai. Wird bei einer Geiselnahme von Peggy Grote angeschossen und liegt im Koma. |
| Dr. Evelyn Kaltenbach   | Franziska Matthus | 239–240, 251                                 | 3 Folgen  | Staatssekretärin. Ehemalige Anstaltsleiterin von Reutlitz. |

### Angehörige
| Rollenname           | Schauspieler            | Folgen                                               | Anzahl    | Bemerkungen und Rollenentwicklung in Staffel 10 |
| -------------------- | ----------------------- | ---------------------------------------------------- | --------- | --- |
| Ursula „Uschi“ König | Barbara Freier          | 228–230, 235–236, 239–240, 242–244, 247–248, 251–254 | 16 Folgen | Ehefrau von Dr. Lorenz Strauß. Ehemalige Insassin in Reutlitz, die wegen ihrer tödlichen Nierenerkrankung für haftunfähig befunden wurde. Leitet mit ihrem Mann ein Übergangsheim für entlassene Insassinnen. |
| Michael Lehnhardt    | Klaus Philipp           | 233, 236, 238, 240–242, 245–246, 253–254             | 10 Folgen | Verlobter und Rechtsanwalt von Kerstin. |
| Mike Michalke        | Tino Blazejewski        | 228, 232, 239–242, 249–251                           | 9 Folgen  | Bruder von Lizzy. Verliebt in Melanie. |
| Ming Lhai Kittler    | Young-Shin Kim          | 241–242, 247–248, 251                                | 5 Folgen  | Ehefrau von Peter Kittler. Kommt aus Thailand nach Deutschland. |
| Toralf Strauß        | Lorenz Christian Köhler | 230, 236                                             | 2 Folgen  | Sohn von Lorenz. |
| Chris Vattke         | Säuglingsdarsteller     | 237, 250                                             | 2 Folgen  | Sohn von Martina und Christoph. Neffe von Mareike. Ehemaliger Ziehsohn von Birgit. Beginnt mit Martina ein neues Leben.                                                                                       |
| Kommissar Winkler    | Helge Bechert           | 247–248                                              | 2 Folgen  | Kriminalkommissar. |
| Dr. Berneburg        | Martin Becker           | 250, 253                                             | 2 Folgen  | Staatsanwalt. |
| Helga Jablonski †    | Heidemarie Rohweder     | 228                                                  | 1 Folgen  | Mutter von Mel. Ehemalige Insassin. Verstirbt. |
| Natascha Fischer     | Heike Ludwig            | 252                                                  | 1 Folge   | Mutter von Fisch. Frau von Eberhard. |
| Eberhard Fischer     | Marko Lakobrija         | 252                                                  | 1 Folge   | Vater von Fisch. Mann von Natascha. |

### Todesfälle der Staffel
| Folge | Person          | Art des Todes  | Handlung                                                                                              |
| ----- | --------------- | -------------- | --- |
| 228   | Helga Jablonski | Nierenversagen | Mels alkoholkranke Mutter stirbt an Nierenversagen.                                                   |
| 241   | Hildegard Lutz  | Autounfall     | Werners ehemalige Sekretärin und Kronzeugin im Prozess um Kerstin Herzog stirbt bei einem Autounfall. |
| 245   | Mareike Vattke  | Erschossen     | Wird von Andy in Nothilfe erschossen.                                                                 |
| 250   | Peggy Grote     | Erschossen     | Wird vom SEK erschossen.                                                                              |